# Jan II van Brabant

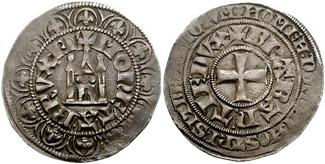
Munten van Jan II circa 1300

Jan II van Brabant (?, 27 september 1275 - Tervuren, 27 oktober 1312), bijgenaamd de Vreedzame, was hertog van Brabant en Limburg van 1294 tot aan zijn dood. Hij is bijgezet in de Kathedraal van Sint-Michiel en Sint-Goedele te Brussel.
Hij was een zoon van Jan I en Margaretha van Dampierre.

## Politiek
Op buitenlands vlak voerde hij in de rivaliteit tussen Frankrijk en Engeland een neutraliteitspolitiek zodat hij zowel de wolinvoer uit Engeland als de lakenuitvoer naar Frankrijk veiligstelde.
Op het binnenlandse vlak had hij af te rekenen met sociale onrust in de steden, waarbij hij het patriciaat steunde. In 1306 versloeg hij de opstandige Brusselse ambachtslieden. Op het einde van zijn leven moest hij, door de toenemende macht van de steden en de deplorabele toestand van de financiën, in het Charter van Kortenberg (27 september 1312) grote concessies doen aan de standen.

## Standbeeld

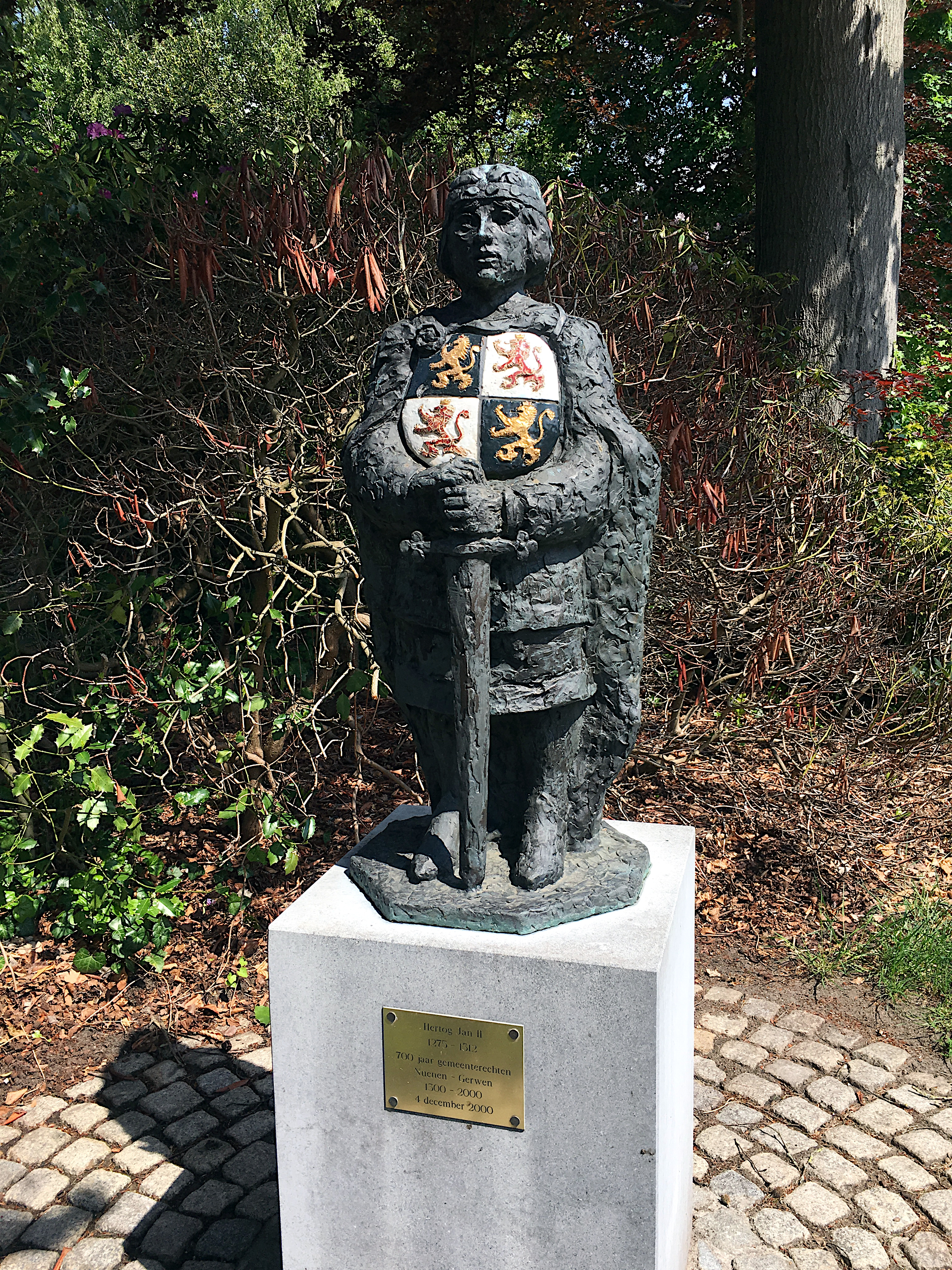
Hertog Jan II van Brabant in Nuenen

Bij het gemeentehuis te Nuenen staat een beeld van hertog Jan II. Op 23 april 2001 is dit beeld onthuld.

## Huwelijk en kinderen
Hij trouwde op 30 juni 1290 met Margaretha van Engeland (1275-1333), dochter van koning Eduard I van Engeland. Uit hun huwelijk werd geboren:
- Jan III van Brabant (ca. 20 oktober 1300 - Brussel, 5 december 1355)

Uit een relatie met zijn maîtresse Elisabeth (of Isabelle) van Cortygin werd een bastaardzoon geboren:
- Jan van Glymes (1298-1340), heer van Glymes (1298-1340)
  - Jacques van Glymes (1320-??), gehuwd in 1340 met een onbekende vrouw.
    - Jan van Glymes (1340-1379), gehuwd in 1360 met Isabella van Walhain.
      - Jan van Glymes (1360-1428), gehuwd in 1390 met Isabella de Grez. Hun kinderen waren:
        - Boudewijn van Glymes (1390-1452)
        -  Jan I van Glymes (1390-1427), heer van Bergen op Zoom, gehuwd in 1418 met Johanna van Boutersem
        - Agnes van Glymes (1400-1460), gehuwd in 1419 met Frederik van Brandenburg

Uit een relatie met zijn maîtresse Catharina Corsselaar werd eveneens een bastaardzoon geboren:
- Jan I Corsselaar, heer van Wittem (1310-1375) wiens zoon Johan II Corsselaar op 20 januari 1363 trouwde met Catharina Hoen (1345-1368) een dochter uit het geslacht van de heren van Hoensbroeck

Uit een relatie met zijn maîtresse Elsbeen van Wijflit (Dussen, 1290 - Gorkum, 1347), de dochter van Willem Arnoud Heyman van der Sluyse ridder en Geertruid Willem Jan van Wijtvliet, werd eveneens een bastaardzoon geboren:
- Jan van Wijflit heer van Cuijck 1352-1356 en heer van Blaersfeld 1347-1356, burggraaf van Heusden (ca. 1312 - ca. 17 augustus 1356)

Uit een relatie met zijn maîtresse Adelise d'Elsies (zij was getrouwd (1) met een Jan Magerman en trouwde (2) voor 14 april 1357 met Godefried van Bourdeel) werd eveneens een bastaardzoon geboren:
- Jan Magerman (-1356)

Uit een relatie met zijn maîtresse Marguerite van Pamel werd geboren:
- Jan II van Dongelberg (-1383)
- Willem Johan van Waver, heer van Waver. Hij trouwde met Julianne van Lummen en kreeg met haar de volgende kinderen:
  - Willem van Waver (-1384)
  -  Margareta van Waver (-1399), trouwde (1) met Johan van Yedeghem, trouwde (2) in 1372 met Guillaume (Willem) de Ardenner van Beaufort-Spontin en kreeg met hem de volgende kinderen:
    - Robert de Beaufort
    -  Julienne de Spontin
- Jan van Waver, heer van Perk en Ledeberg. Hij trouwde met Catherine Swaef en kreeg met haar de volgende kinderen:
  - Catherine van Waver
  - Margaretha van Waver, vrouwe van Pamel en Ledeberg, trouwde (1) met Jan van Aarschot en(2) met Jan van Rotselaar

## Voorouders
| Voorouders van Jan II van Brabant | Voorouders van Jan II van Brabant                                                | Voorouders van Jan II van Brabant                                                | Voorouders van Jan II van Brabant                                                | Voorouders van Jan II van Brabant                                                | Voorouders van Jan II van Brabant                                                   | Voorouders van Jan II van Brabant                                                   | Voorouders van Jan II van Brabant                                             | Voorouders van Jan II van Brabant                                             |
| --------------------------------- | -------------------------------------------------------------------------------- | -------------------------------------------------------------------------------- | -------------------------------------------------------------------------------- | -------------------------------------------------------------------------------- | ----------------------------------------------------------------------------------- | ----------------------------------------------------------------------------------- | ----------------------------------------------------------------------------- | ----------------------------------------------------------------------------- |
| Overgrootouders                   | Hendrik II van Brabant (1207-1248) ∞ Maria van Zwaben (1201-1235)                | Hendrik II van Brabant (1207-1248) ∞ Maria van Zwaben (1201-1235)                | Hugo IV van Bourgondië (1212-1272) ∞ 1229 Yolande van Dreux (1212-1248)          | Hugo IV van Bourgondië (1212-1272) ∞ 1229 Yolande van Dreux (1212-1248)          | Willem II van Dampierre (1196-1231) ∞ 1223 Margaretha II van Vlaanderen (1202-1280) | Willem II van Dampierre (1196-1231) ∞ 1223 Margaretha II van Vlaanderen (1202-1280) | Robrecht VII van Béthune (1200-1248) ∞ Elisabeth van Morialmez                | Robrecht VII van Béthune (1200-1248) ∞ Elisabeth van Morialmez                |
| Grootouders                       | Hendrik III van Brabant (1231-1261) ∞ +/-1251 Aleidis van Bourgondië (1233-1273) | Hendrik III van Brabant (1231-1261) ∞ +/-1251 Aleidis van Bourgondië (1233-1273) | Hendrik III van Brabant (1231-1261) ∞ +/-1251 Aleidis van Bourgondië (1233-1273) | Hendrik III van Brabant (1231-1261) ∞ +/-1251 Aleidis van Bourgondië (1233-1273) | Gwijde van Dampierre (1226-1305) ∞ 1246 Mathilde van Béthune (?-1263))              | Gwijde van Dampierre (1226-1305) ∞ 1246 Mathilde van Béthune (?-1263))              | Gwijde van Dampierre (1226-1305) ∞ 1246 Mathilde van Béthune (?-1263))        | Gwijde van Dampierre (1226-1305) ∞ 1246 Mathilde van Béthune (?-1263))        |
| Ouders                            | Jan I van Brabant (±1252–1294) ∞ +/-1273 Margaretha van Dampierre (1251-1285)    | Jan I van Brabant (±1252–1294) ∞ +/-1273 Margaretha van Dampierre (1251-1285)    | Jan I van Brabant (±1252–1294) ∞ +/-1273 Margaretha van Dampierre (1251-1285)    | Jan I van Brabant (±1252–1294) ∞ +/-1273 Margaretha van Dampierre (1251-1285)    | Jan I van Brabant (±1252–1294) ∞ +/-1273 Margaretha van Dampierre (1251-1285)       | Jan I van Brabant (±1252–1294) ∞ +/-1273 Margaretha van Dampierre (1251-1285)       | Jan I van Brabant (±1252–1294) ∞ +/-1273 Margaretha van Dampierre (1251-1285) | Jan I van Brabant (±1252–1294) ∞ +/-1273 Margaretha van Dampierre (1251-1285) |
| Jan II van Brabant (1275-1312)    |                                                                                  |                                                                                  |                                                                                  |                                                                                  |                                                                                     |                                                                                     |                                                                               |                                                                               |